# Ricardo Peláez
Ricardo Peláez Linares (Città del Messico, 14 marzo 1963) è un ex calciatore messicano, di ruolo attaccante.
Ha segnato 16 reti in 43 presenze con nazionale messicana e con 138 gol è il miglior marcatore nella storia del Club Necaxa.

## Carriera

### Club
Nel 1985 inizia a giocare nel Club América, alla non giovanissima età di 21 anni, e segna 16 reti nella sua stagione d'esordio in Primera División. Nel 1987 passa al Club Necaxa, dove segna tantissimo fin dalle prime stagioni, seppur con qualche pausa. Nel 1989 viene chiamato per la prima volta in nazionale, grazie ai suoi 21 gol realizzati nella stagione appena terminata. Nel 1997 lascia il Necaxa per tornare all'América, dove segna 17 reti in 33 partite di campionato. Nel 1998 si trasferisce al Chivas de Guadalajara dove chiude la carriera a 35 anni.

### Nazionale
Il suo debutto avviene nel 1989, e Peláez rimane nel giro della nazionale fino al 1999. Ha partecipato a Francia 1998.